# Israel Jiménez
Israel Sabdi Jiménez Nañez (Monterrei, 25 de agosto de 1989) é um futebolista mexicano que atua como zagueiro. Atualmente defende o Monterrey Flash.